# Ərus
Ərus è un comune dell'Azerbaigian situato nel distretto di Yardımlı. Conta una popolazione di 1 548 abitanti.